# 津輕號列車
津輕（日语： Tsugaru */?）是东日本旅客铁道（JR东日本）行駛在奥羽本线秋田站至青森站间的特急列車。

## 概要
2002年12月1日，東北新幹線由盛岡延伸至八戶，第一代的特急「津輕」號開始在八戶至青森之間營運，方便青森地區接駁至東北新幹線。
2010年12月4日，東北新幹線延伸到新青森站後，原第一代「津輕」號停運，列車名稱轉移給運行在青森站至秋田站間的特急列車，取代原本在該區間運行的「稻穗」及「髭羚」號列車，是爲今日的第二代「津輕」號列車。。
列车名“津輕”来源于津輕地方，意指今青森縣西部的地方。

## 运行概况
截至2020年3月14日，每日在秋田－青森間運行3對來回定期班次。
2016年3月25日前，每日曾運行5對來回班次，但由於載客量低迷，當中2對來回班次已停運並降格爲普通、快速列車。
2015年3月14日前，每日曾額外運行2對來往大館站及青森站的臨時班次，但經已悉數停運並降格爲普通、快速列車。
僅限青森－新青森兩站之間，可單憑乘車券（基本車票）乘搭本列車的普通車廂自由席，而無需額外購買特急券。

### 停車站
秋田－八郎潟－森岳－東能代－二井－鷹之巢－大館－碇关－大鰐温泉－弘前－浪岡－新青森－青森

### 使用車輛
E751系电力动车组（秋田車輛中心）
2016年3月26日起，全部班次使用E751系4輛編組運行。

#### 過去使用車輛
485系电力动车组（青森車輛中心）
2010年12月5日至2016年3月26日間，使用485系3000番台、4輛編組運行。2016年3月26日津輕號減班後退出運用。

## 外部連結
- JR東日本列車案内 津輕號列車 （页面存档备份，存于）